# Aurhø
Aurhø är en bergstopp i Antarktis. Den ligger i Östantarktis. Norge gör anspråk på området. Toppen på Aurhø är 1 691 meter över havet, eller 340 meter över den omgivande terrängen. Bredden vid basen är 14,2 km.
Terrängen runt Aurhø är varierad. Trakten är glest befolkad. Närmaste befolkade plats är Sarie Marais, 18,0 kilometer nordost om Aurhø. 